# Флаг Строгина
Флаг внутригородского муниципального образования Строгино в Северо-Западном административном округе города Москвы Российской Федерации.
Утверждён 25 ноября 2004 года и является официальным символом.

## Описание
Представляет собой двустороннее, прямоугольное полотнище с соотношением сторон 2:3. Полотнище голубое, с жёлтой каймой, ширина которой составляет 1/24 длины (1/16 ширины) полотнища. В центре полотнища помещено изображение перекрещённых жёлтых жезла Меркурия и остроги, обращённой в верхний, прилежащий к древку, угол полотнища. Габаритные размеры изображения составляют 11/24 длины и ⅝ ширины полотнища.

## Обоснование символики
Острога символизирует основной вид промысла местных жителей. В Москве-реке, на берегу которой располагалось село Острогино, водилось множество рыбы, добывавшейся с помощью остроги, вероятно, давшей название.
Жезл Меркурия символизирует один из древних торговых центров на Москве-реке. В селе находилась церковь Параскевы Пятницы, святой, считавшейся покровительницей торговли.
Голубой цвет полотнища символизирует расположенные на территории муниципального образования водоёмы, узкая жёлтая кайма символизирует их живописные берега.